# Ochotona nubrica
Thỏ cộc Nubra (Ochotona nubrica) là một loài động vật có vú thuộc Họ Ochotona của Bộ Thỏ. Chúng được tìm thấy ở Bhutan, Trung Quốc, Ấn Độ, Nepal và Pakistan. Loài này được Thomas mô tả năm 1922.